# Annie (Boot, 1880)
Die Annie ist ein Sandbagger, ein historisches Segelboot, im Bestand des Mystic Seaport am Mystic River in Connecticut. Sie wurde ursprünglich 1880 gebaut. Anders als Nachbauten historischer Fahrzeuge hat die Annie eine durchgehende Geschichte.

## Das Boot
Die Rumpflänge beträgt je nach Angabe 28 oder 29 Fuß, rund 8,5 bis 8,8 Meter, die Breite 3,8 und der Tiefgang ohne Schwert 0,6 Meter. Damit gehörte die Annie, als sie gebaut wurde, zu den größeren Einheiten der Sandbagger. Voll aufgetakelt betrug ihre Gesamtlänge von der Nock, dem Ende des Bugspriets, bis zur Nock des Großbaums je nach Quelle 21 bis 24 Meter, vom Hals der Fock bis zum Schothorn des Großsegels nach einer Quelle 20,7 Meter. Mit Großsegel und Fock zusammen hat die Annie eine Segelfläche am Wind von 122 m².

## Geschichte
Annie wurde 1880 nahe ihrem heutigen Heimathafen von David O. Richmond gebaut. Der Auftraggeber war der Sägewerksbesitzer Henry H. Tift aus Georgia, der Gründer des dortigen Tifton. Ihr Eigner nahm mit ihr im Winter an Regatten in Georgia und Florida teil und brachte das Boot im Sommer an den Long Island Sound, um damit an den dortigen, konkurrenzstarken Wettkämpfen teilzunehmen. 1886 kam sie zur Überarbeitung zurück in die Bauwerft und wurde 1902 nach einem Brandschaden neu aufgebaut. 1931 wurde die Annie der damaligen „Marine Historical Association“ gestiftet, der Vorläuferorganisation des Mystic Seaport. Sie war das erste Exponat der Sammlung von Wasserfahrzeugen des Museums. 1950 erfolgte eine teilweise, 1968 eine umfassende Überholung. Das Boot wurde an Land präsentiert, ehe es ab 2004 umfangreich neu aufgebaut und in den Zustand von 1902 versetzt wurde, dem letzten Mal, da ihr Erbauer sie überholt hatte. Für diese Restaurierung wurden alte Photographien und Pläne anderer Boote herangezogen. Daneben stützte man sich auf Daten und Zeichnungen, die ein Modellbauer 1931 bei der Vermessung des Rumpfes gewonnen hatte. Unter anderem wurde der schmale Kiel von 1968 durch eine eher dem Originalzustand entsprechende breitere Kielplanke ersetzt. Im September 2005 wurde die Annie das erste Mal seit 74 Jahren wieder zu Wasser gelassen und gesegelt. Dabei kam sie bei einem Wind von 12–15 Knoten (4 Beaufort oder etwa 22–28 km/h) ins Gleiten. Die zwölfköpfige Crew benutzte dabei als Ballast Wasserkanister statt der historisch korrekten, mit Kies oder Schotter gefüllten Säcke. Danach wurde die Annie aufgeriggt und schwimmend ausgestellt.